# May a Mina Mooreovy

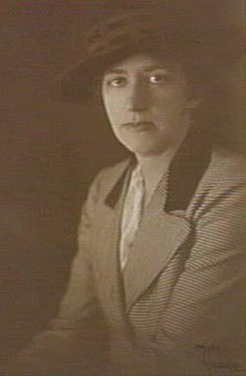
Minnie Louise Moore, autoportrét

May a Mina Mooreovy byly fotografky z Nového Zélandu, které profesionálně pracovaly nejprve ve Wellingtonu na Novém Zélandu a později v australském Sydney a Melbourne. Jsou známé svou portrétní fotografií ve stylu Rembrandta a mezi jejich fotografované osobnosti patřili slavní umělci, hudebníci a spisovatelé tehdejší doby.

## Rané roky a vzdělání
Annie May Moore (známá jako May) se narodila ve Wainui na Novém Zélandu 4. ledna 1881 a Minnie Louise Moore (známá jako Mina) se narodila následující rok, 6. října 1882. Jejich matka, Sarah Jane rozená Hellyer, se narodila na Novém Zélandu, zatímco jejich otec Robert Walter Moore pocházel z Anglie. Byl to farmář a pracovník na pile.
Talent May pro umění byl patrný již od raného dětství a její matka ji povzbuzovala, aby studovala na Elam School of Fine Arts v Aucklandu na Novém Zélandu. Někdy v letech 1906–1907 začala May vydělávat na své práci prodejem inkoustových a tužkových náčrtů na Novém Zélandu na mezinárodní výstavě (1906) v Christchurchi.

## Na Novém Zélandu
Mina, tehdy učitelka, začala s fotografií pracovat kolem roku 1907. Krátce nato se sestry rozhodly podnikat jako fotografky a koupily si studio ve Wellingtonu. Protože nevěděly, jak fotografické studio provozovat, sestry zpočátku udržovaly personál, který naučil May ovládat fotoaparát a Minu v tisku.
Sestry během krátké doby získaly v okolí Wellingtonu solidní pověst. Staly se známé portréty zblízka a ze strany před obyčejným pozadím a pracovaly jak se sépiovým tónováním, tak s bromidovým papírem.

## V Austrálii

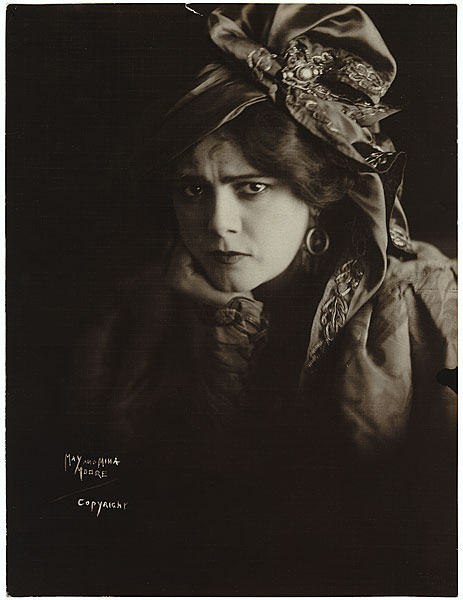
„Lily“ Brayton, 1916

Po několika letech se sestry přestěhovaly do Austrálie a provozovaly samostatná studia v Sydney (1910–1928) a Melbourne (1913–1918). May se v Sydney nadále soustředila na studiové portréty, zatímco Mina v Melbourne se začala věnovat divadelní fotografii a portrétům během rozhovorů. Nicméně i nadále často sladily práci tvořenou jejich respektovanými ateliéry. Jejich fotografie byly často publikovány v časopisech jako Home a Triad.
Jejich styly byly velmi konzistentní a pomocí dramatického osvětlení dosáhly efektu, díky kterému se tvář portrétovaného dostala do centra pozornosti.

### May v Sydney
V roce 1910 May podnikla prázdninový výlet do Austrálie, který vyústil v otevření nového ateliéru v Sydney. Jeden z pozoruhodných snímků z tohoto období byl portrét karikaturistky Livingston Hopkinsové.
May začala v roce 1916 psát články pro Austral-Briton. V článcích jako Fotografie pro ženy vyzývala více žen, aby se ujaly tohoto média. Její advokacie se rozšířila na její vlastní firmu, kde zaměstnávala hlavně ženy. Výjimkou z tohoto pravidla byl její manžel, Henry Hammon Wilkes, zubař, kterého si vzala 13. července 1915 a který se vzdal zubní praxe, aby pomáhal May s jejím fotografickým obchodem.
May byla členkou Lycea Clubu, Hudební asociace Nového Jižního Walesu, Společnosti malířek (Sydney) a Asociace profesionálních fotografů v Austrálii.
Kolem roku 1928 musel May kvůli nemoci odejít do důchodu a obrátila svou tvůrčí energii na malování krajin. Dne 10. června 1931 zemřela na rakovinu ve svém domě v Pittwater; její pozůstatky jsou na hřbitově v Manly. Šest měsíců po její smrti uspořádal Lyceum Club pamětní výstavu jejího díla.

### Mina v Melbourne
V roce 1913 se Mina připojila v Austrálii ke své sestře May, založila obchod v budově auditoria na Collins Street v centru Melbourne a specializovala se na divadelní fotografii. Mina se také spojila s novinářem na volné noze, který souhlasil s tím, že bude fotografovat kohokoli, s kým bude novinář vést rozhovor. Tyto snímky byly obvykle pořízené během samotného rozhovoru a poskytovaly lepší příležitost k zachycení přirozených výrazů portrétovaných.
Mina se provdala za Williama Alexandra Tainshe dne 20. prosince 1916. Když se jim v roce 1918 narodila dcera, Mina odešla z profesionální fotografie. Její studio převzala fotografka Ruth Hollick. Důchod přerušila v roce 1927, když jí společnost Shell pověřila sérií portrétů. V tu chvíli pracovala z domácí temné komory a starala se o velkou rodinu, takže se po sérii Shell rozhodla pro opětovnému zahájení podnikání s fotografiemi.
Mina zemřela 30. ledna 1957 v Croydon ve Victorii. Její pozůstatky byly zpopelněny.

## Galerie

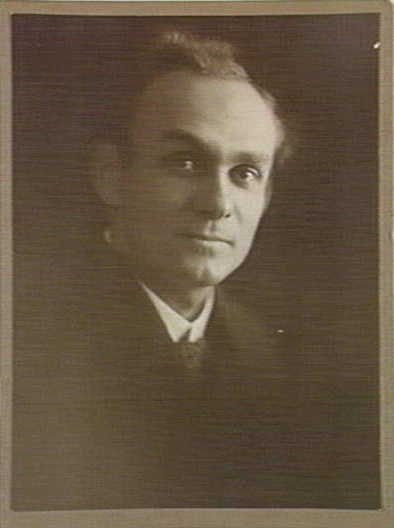
Cyril Monk
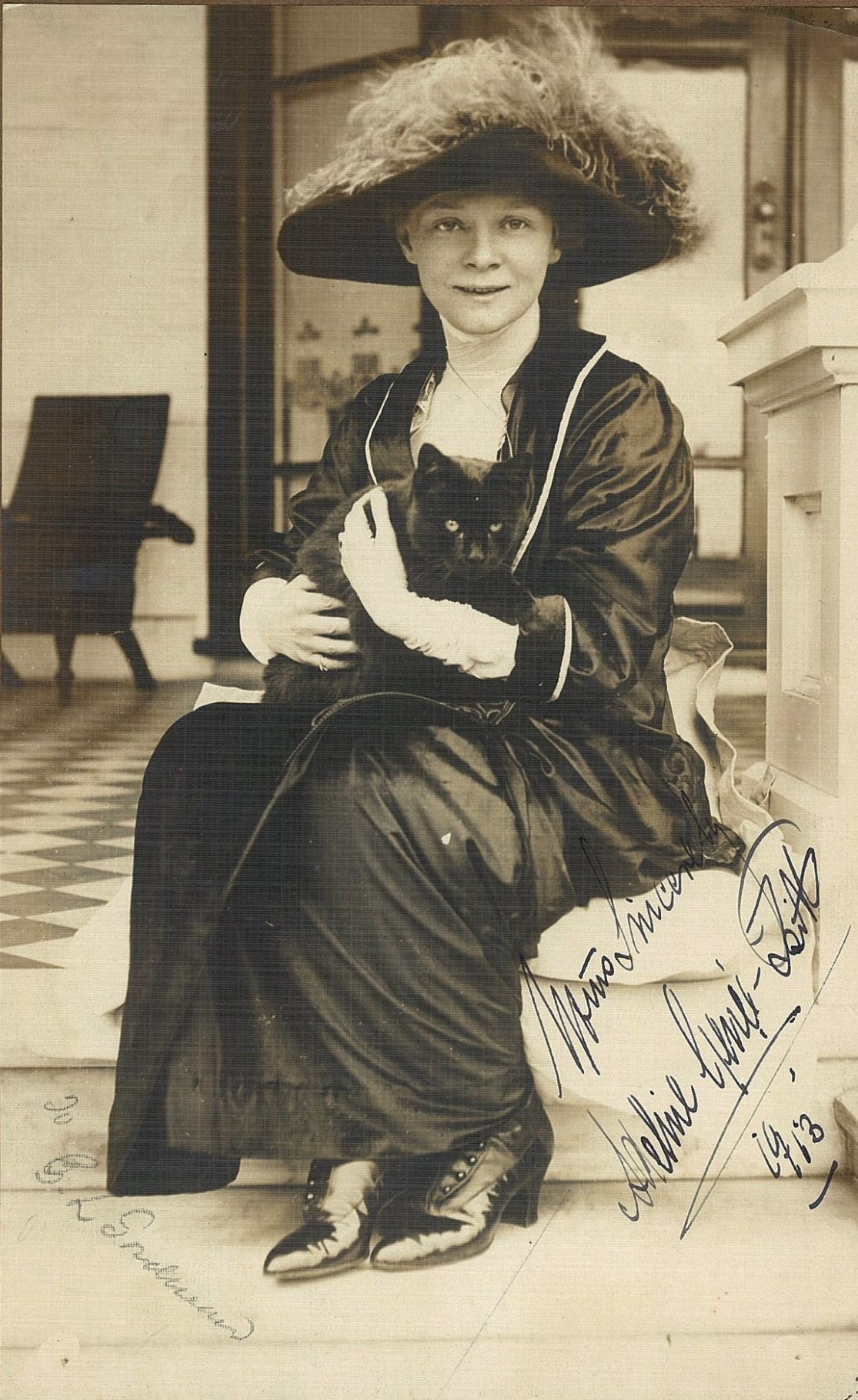
Dánská balerina Adeline Genee, Sydney, 1913
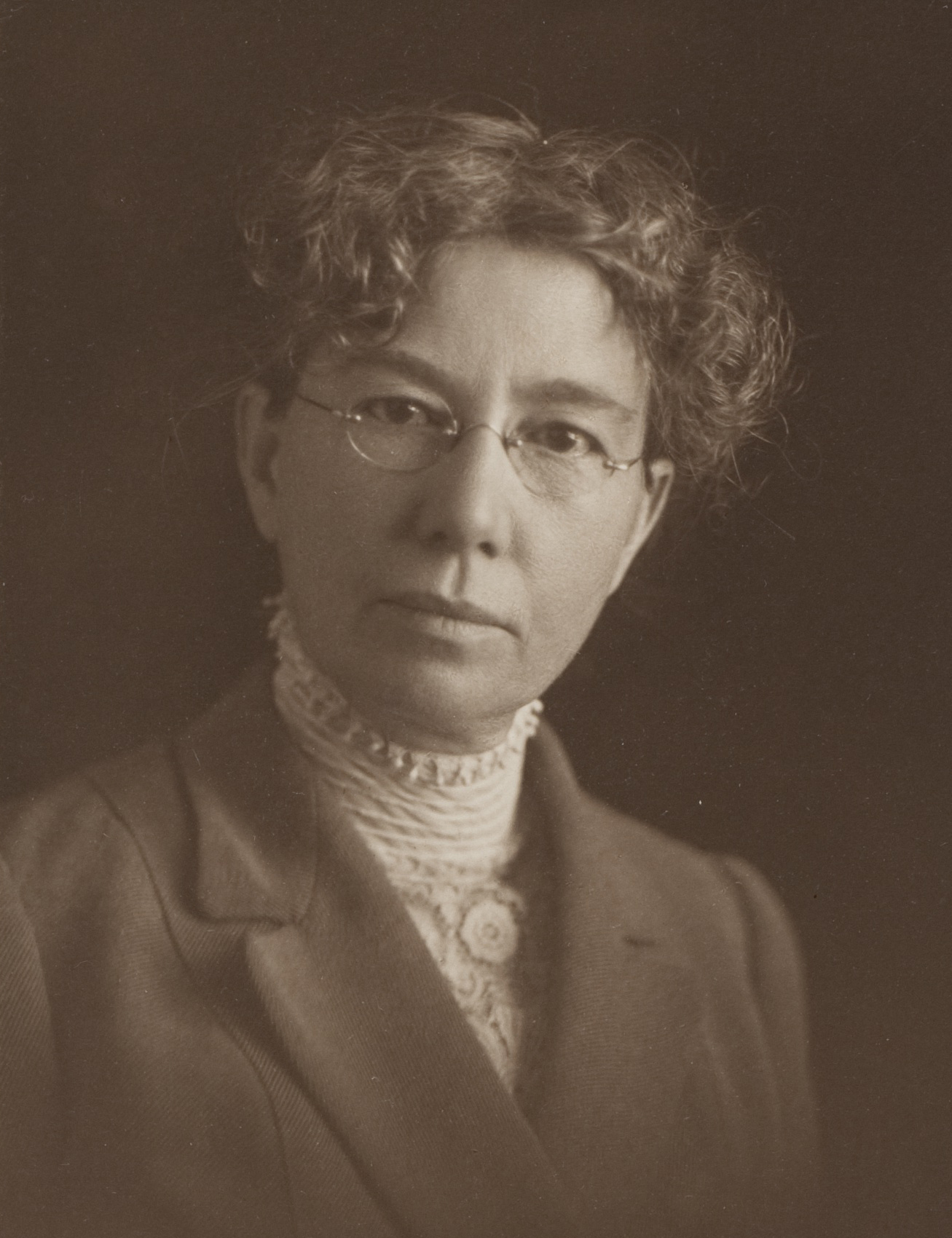
Mary Gilmore, 1916
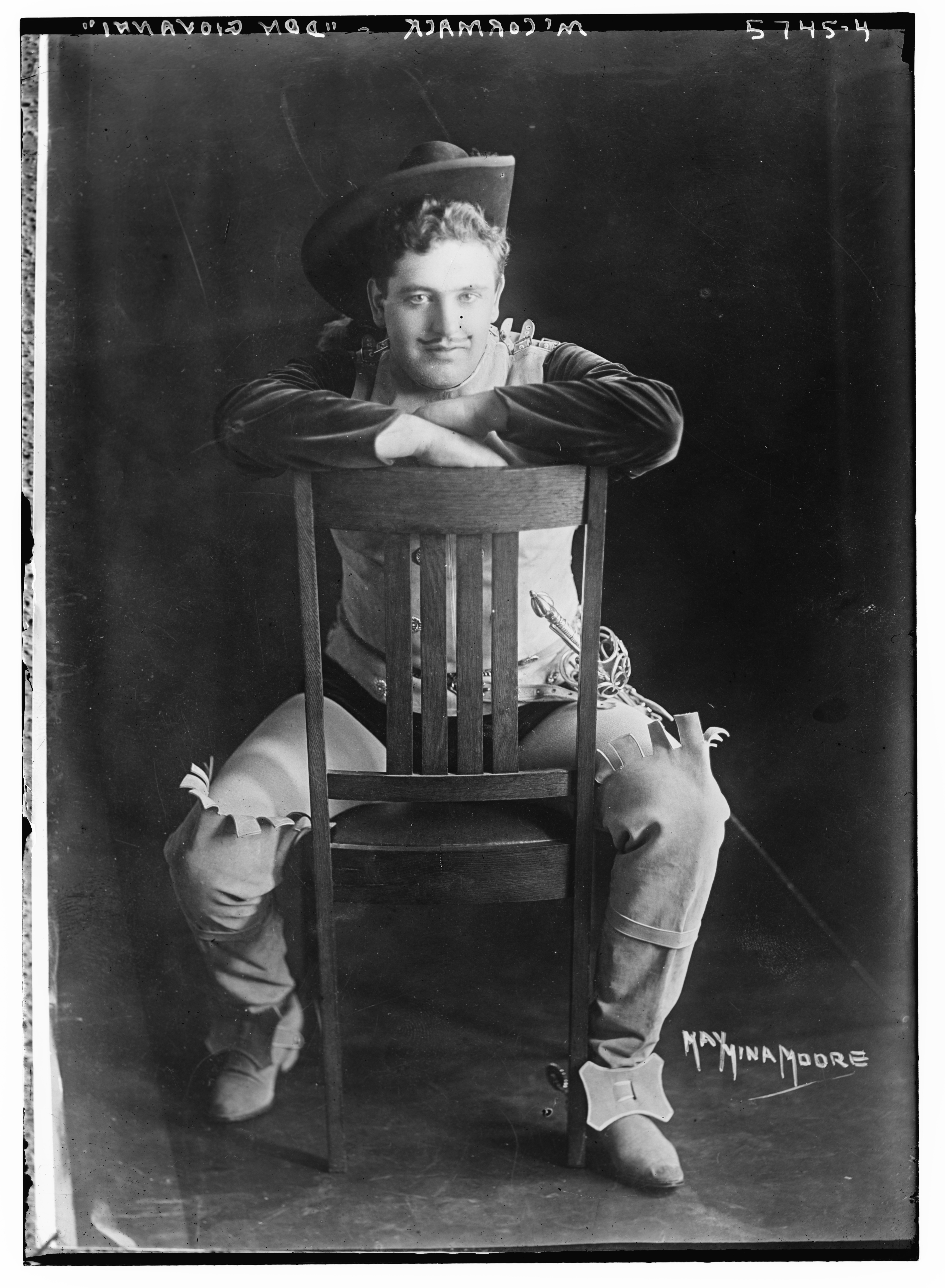
McCormack "Don Giovanni"
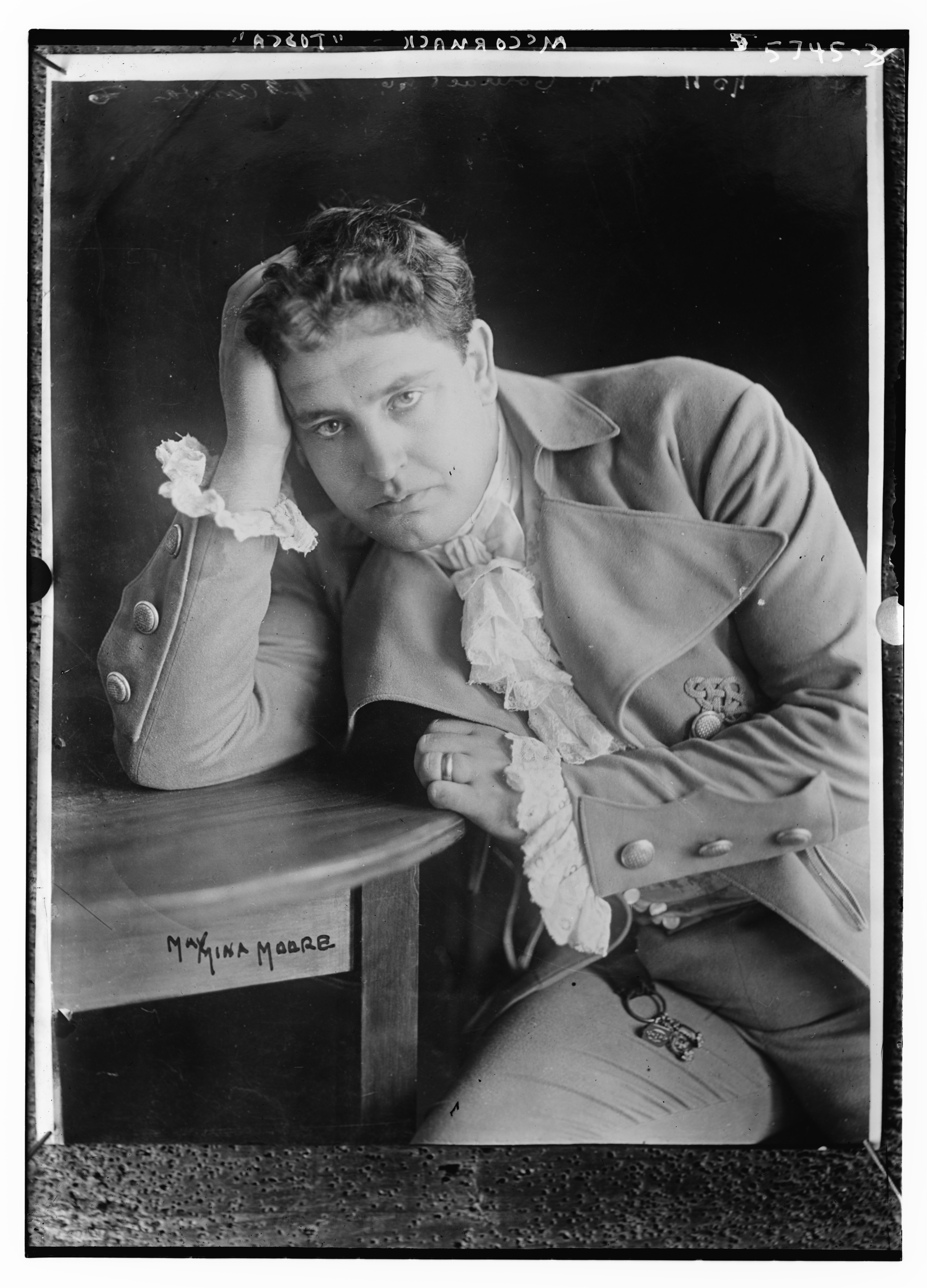
McCormack "Tosca"
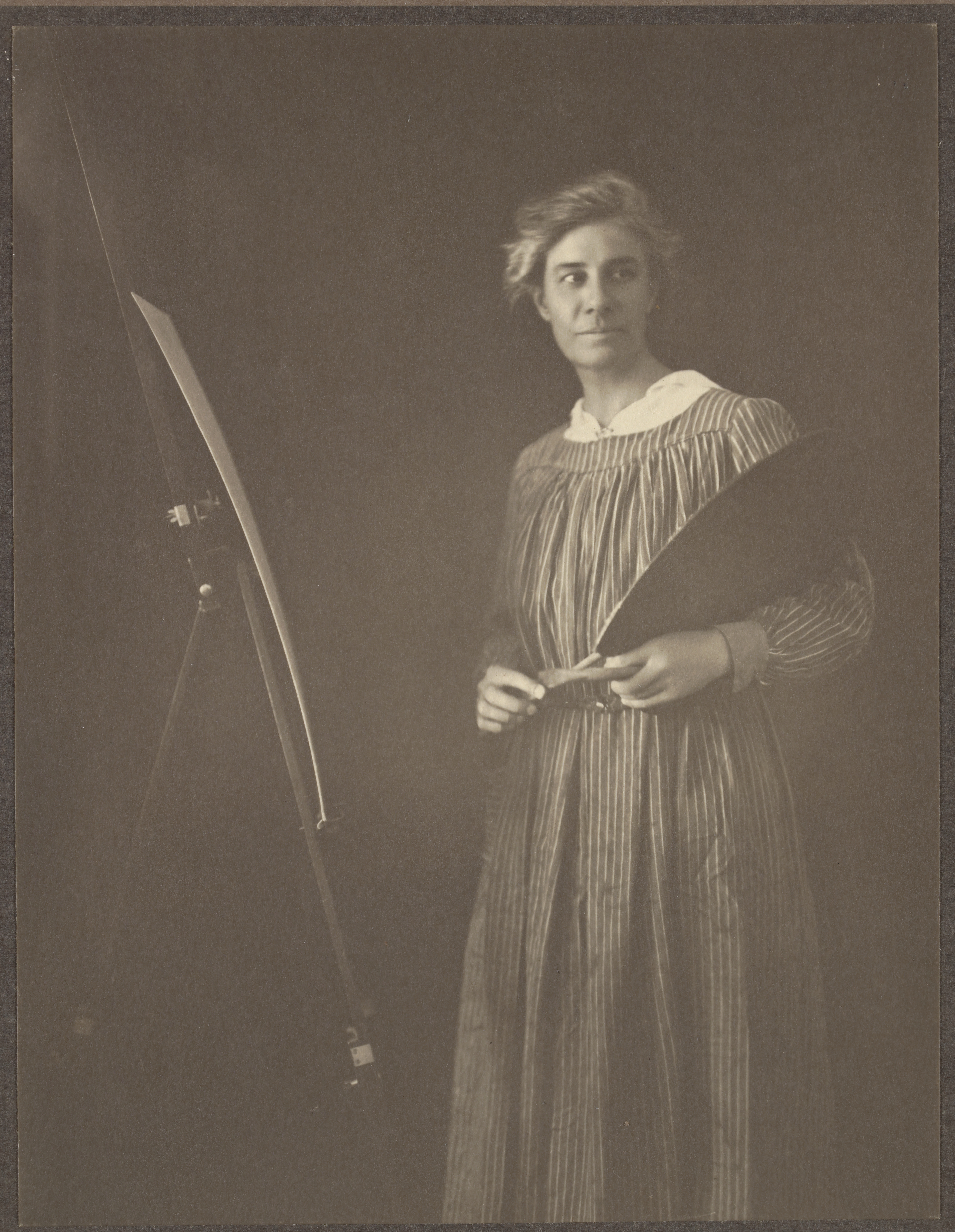
Miss Jo Sweatman
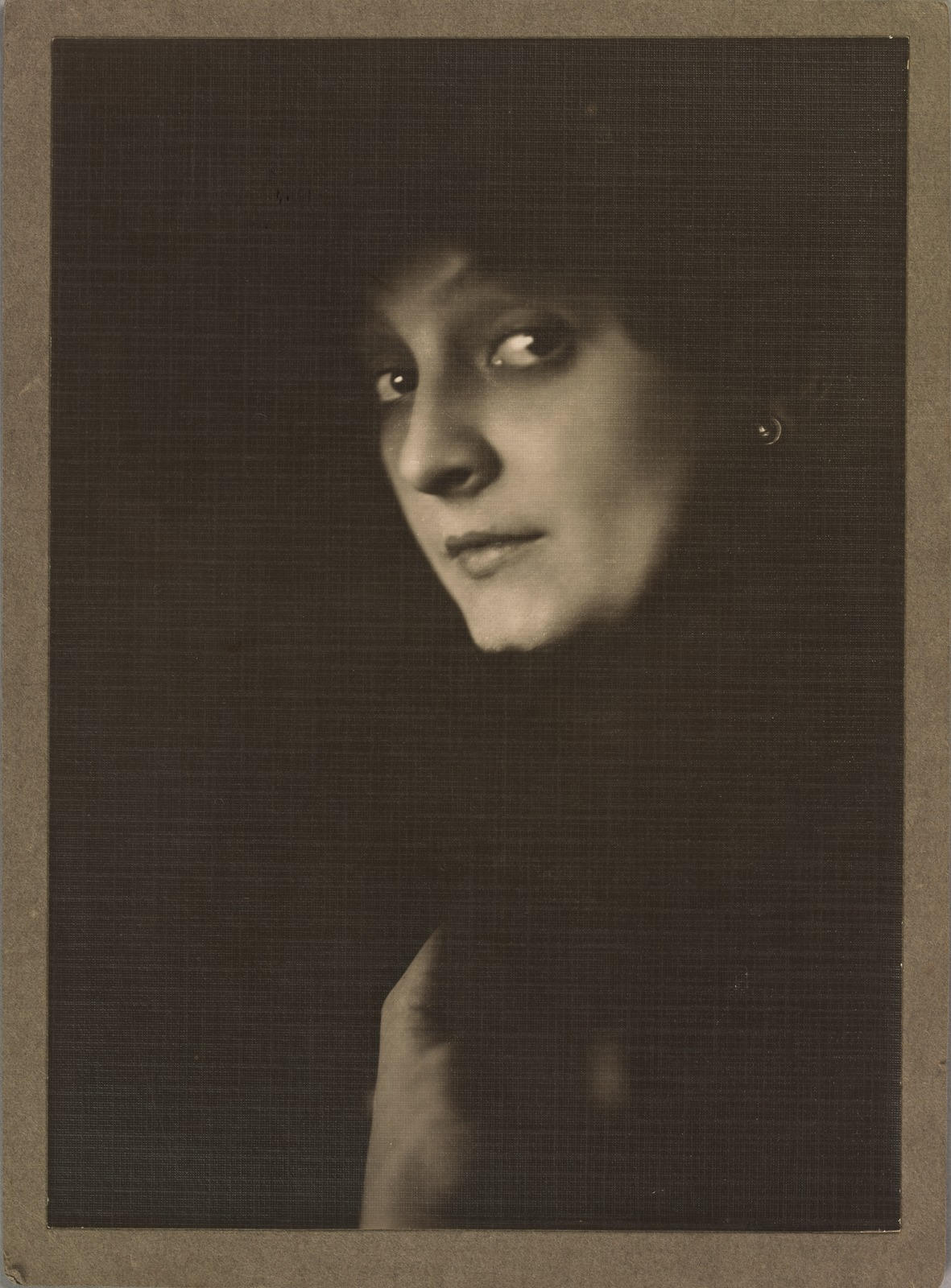
Vera Pearce
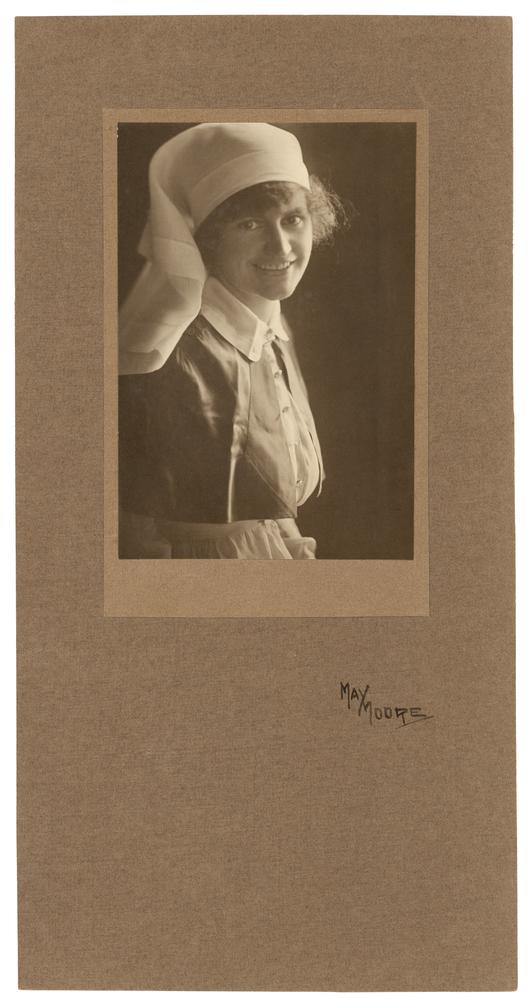
Wartime marriage